# Anostomus longus
Anostomus longus es una especie de peces de la familia Anostomidae.

## Distribución y hábitat
Es un pez de agua dulce y de clima tropical.
Se encuentra en la cuenca alta del río Amazonas en Perú. 